# Lost Passage
『Lost Passage』（ロストパッセージ）は2002年6月28日にDEEPBLUEより発売された18禁恋愛アドベンチャーゲーム。2003年10月28日にプリンセスソフトよりCEROレーティング15才以上対象のPlayStation 2版『Lost Passage 〜失われた一節〜』が発売されている。

## ストーリー
日本最古の都である京都が舞台となる。慌ただしい現代の社会から失われつつある日本の古典的情緒を今尚、色濃く残す、その懐かしい生れ育った故郷である街へ、主人公である"三崎彰"は教育実習生として実に4年振りに帰郷する。
彼を出迎えるのは幼馴染で若くして月読神宮の当主を務める生粋の巫女で美しき大和撫子である"宇佐観月"。病弱で内向的な従妹で妹分の"山吹沙雪"。元は彼の担任で、主人公の学生時代ほんのつかの間の恋人でもあった年上の女性"綾小路育美"。一種独特の雰囲気を持つ銀髪の美しい留学生、"エリナ・レミンカイネン"。男勝りで負けず嫌いの同期実習生でもある"夏越理乃"。天涯孤独で不遇な巫女"藤森めぐみ"。
懐かしい幾つかの再会と幾つかの出会いを経て、物語は最初は静かに、そして大きく予想外の方向へと動き始める。

## 登場人物
三崎 彰（みさき しょう）
この物語の主人公。
22歳。このたび教育実習で母校へ来た大学の4回生。日本史を担当する。心根は優しくて女性に安心と信頼感を与える性格の持ち主で、正義感が強い。読書家であるが身長は180cmの長身で、逞しい体格の快活なスポーツマンタイプ。顔立ちは結構整い、端正な男前であるが、ちょっとばかり抜けてて、顔に似合わず第一印象と異なり、かなりエッチな点（コスプレをする女性が大好きな所）が欠点？と言われる。
宇佐 観月（うさ みづき）
声：青葉楓
身長159cm / スリーサイズB86cm・W57cm・H85cm / 趣味：日本舞踊、茶道、華道 / 誕生日8月23日 / 乙女座 / 血液型A
主人公が担当するクラスの生徒で、幼馴染の美少女。お淑やかで、日本舞踊、茶道、華道その他も華麗で優雅にこなす（実は努力を惜しまぬ頑張り屋の）大和撫子で生粋の巫女。言葉遣いも大変丁寧で上品である。沙雪と親友であった縁で主人公と幼い頃に知り合う。三人姉妹の末っ子として育ち、兄が欲しかったため、主人公のことを初対面の時から「兄様（にいさま）」と呼び一途に慕っている。実の兄妹と同様に可愛がってくれた主人公に感謝しているが、妹分としてしか接してくれなかった事に少々不満気で寂しいと考えていた。
巫女装束を纏い神楽を舞う姿は神々しさに溢れ眩しいまでの美しさを感じさせ、艶やかな黒髪と清楚な立ち振る舞いで芸術的な日本人形のようであるとは主人公の弁。両親と長姉が不慮の事故で亡くなり、次姉が既に既婚者であったため、月読神宮の当主「月読の巫女」を継ぐが、望まぬ未来に心を閉ざし主人公に対してさえもほとんど感情を表に出さなくなっていた。
しかし彼女の凍りかけた心は主人公との再会で次第に溶けていく。そして普段のお淑やかで清楚な彼女からは信じられないほどに一途で狂惜しいほどの想いと愛情が解き放たれた時……
山吹 沙雪（やまぶき さゆき）
声：椎名奏子
身長148cm / スリーサイズB78cm・W52cm・H76cm / 趣味：家事、小説創作 / 誕生日5月12日 / 牡牛座 / 血液型AB　
主人公の従妹で妹分。彼の教育実習期間中に宿泊することとなる日本旅館「山吹」の一人娘。病弱でおとなしい内向的な文学少女。一人っ子のためか昔から主人公を「お兄ちゃん」と呼んで実の兄の如く慕い続け、観月とは幼い頃から一緒に遊んだ親友である。病気療養で1年間休学してしまった為に同い年ながら観月やエリナとは1学年下になる。今も入退院を繰り返し学校を休むこともしばしばあり、主人公・彰や一番の親友である観月のような健康的な身体に憧れ、その感情を自身の創作小説に反映させている。
綾小路 育美（あやのこうじ いくみ）
声：三重野亜未
身長165cm / スリーサイズB90cm・W58cm・H89cm / 趣味：歴史に関する映画、ビデオ鑑賞、歴史書の愛読 / 誕生日11月10日 / 蠍座 / 血液型A
主人公の元担任。教育実習中は担当の教師として接する。頭脳明晰（ずのうめいせき）で国公立進学クラスの文系授業を担当している。年上の女性らしい優しさと時には厳しさも併せ持つ、芯の強い女性。お姉さんタイプの物腰で生徒達に慕われ、学校での人気はナンバーワンの教師。しかしながら、新任時代に主人公との間には未だに誰にも知られていない、秘密の許されない（女教師と男子学生）間柄の恋人という関係が過去にあった。
エリナ・レミンカイネン（えりな -）
声：日向裕羅
身長162cm / スリーサイズB84cm・W57cm・H86cm / 趣味：動物観察、動物飼育 / 誕生日6月4日 / 双子座 / 血液型O　
北欧フィンランドからの留学生で観月のクラスメイト。日本語は発音も語彙も何故か、かなり堪能である。長い銀髪と紅い瞳が可愛い、外見上は非常に神秘的であるが性格はとても明るくて人懐っこい。また見かけによらず走るのがとても速い。動物が大好きでタロと名付けた小狼を連れている。歴史上の人物では坂本竜馬が日本男児の鏡であると思い尊敬している。また主人公と同じく沙雪の実家である旅館「山吹」にちょっとした縁があって下宿している。
藤森 めぐみ（ふじもり めぐみ）
声：須本綾奈
身長156cm / スリーサイズB78cm・W54cm・H84cm / 趣味：特に無し / 誕生日7月20日 / 蟹座 / 血液型O
観月の月読神宮にて住み込みで働いている巫女さん。3年前に優しかった唯一の肉親である母親を失って天涯孤独となってしまった時に、月読神宮に引き取られ日々の糧を得る。その後、当主である観月付きの専任巫女に大抜擢されるのであるが、そのせいで他の神職達や使用人から嫉妬を買ってしまい、陰で色々と苛められてしまうようになる。
外見は、長髪であり、白い小袖・緋袴の巫女服、白い足袋を履いており、白い鼻緒の草履を履いている。
夏越 理乃（なつこし りの）
声：柳井流海
身長168cm / スリーサイズB88cm・W60cm・H90cm / 趣味：歴史探究 / 誕生日4月15日 / 牡羊座 / 血液型B
主人公と同じ大学からやって来た教育実習生で二輪バイクを乗り回す活発な女性。性格は根が非常に真面目で、何事にも一生懸命過ぎて、少しばかり頑固なところが欠点。 主人公の良き競争相手で対等の口喧嘩友達である。

## スタッフ
- 原画：きみづか葵、蓮見江蘭
- シナリオ：御子石大郁、村中志帆

### 主題歌
※PC版・PS2版共通
オープニングテーマ「ポートレート」
作詞 - 松井洋平 / 作曲・編曲 - 石川智久 / 歌 - 青葉楓
エンディングテーマ「I feel your heart」
作詞 - 松井洋平 / 作曲・編曲 - 石川智久 / 歌 - 青葉楓

## 関連商品
- Lost passage ビジュアルワークス ISBN　4-921068-78-X

特典として付属のCD-ROMにLost Passage番外編のゲームソフトが同梱されている。
- ソフガレノベルズ
  - LostPassage　1・育美編 ISBN 4-921068-80-1
  - LostPassage　2・観月編 ISBN 4-921068-81-X
  - LostPassage　アンソロジーコミック ISBN 4-921068-93-3

- Lost Passageオリジナルサウンドトラック JANコード： 4539705031188